# Megacyllene cleroides
Megacyllene cleroides es una especie de escarabajo longicornio del género Megacyllene, tribu Clytini, subfamilia Cerambycinae. Fue descrita científicamente por Melzer en 1931.

## Descripción
Mide 10 milímetros de longitud.

## Distribución
Se distribuye por Brasil y Perú.